# 三重県道521号四日市停車場線
三重県道521号四日市停車場線（みえけんどう521ごう よっかいちていしゃじょうせん）は、三重県四日市市内に存在した一般県道。2012年（平成24年）4月1日に廃止された。

## 概要

### 路線データ
廃止前の状況
- 起点：四日市停車場
- 終点：三重県四日市市（国道164号交点）
- 総延長：280m

## 地理

### 通過していた自治体
- 三重県
  - 四日市市

### 接続していた道路
- 国道23号
- 国道164号

### 周辺
廃止前の状況
- JR関西本線・伊勢鉄道 四日市駅